# 블로트

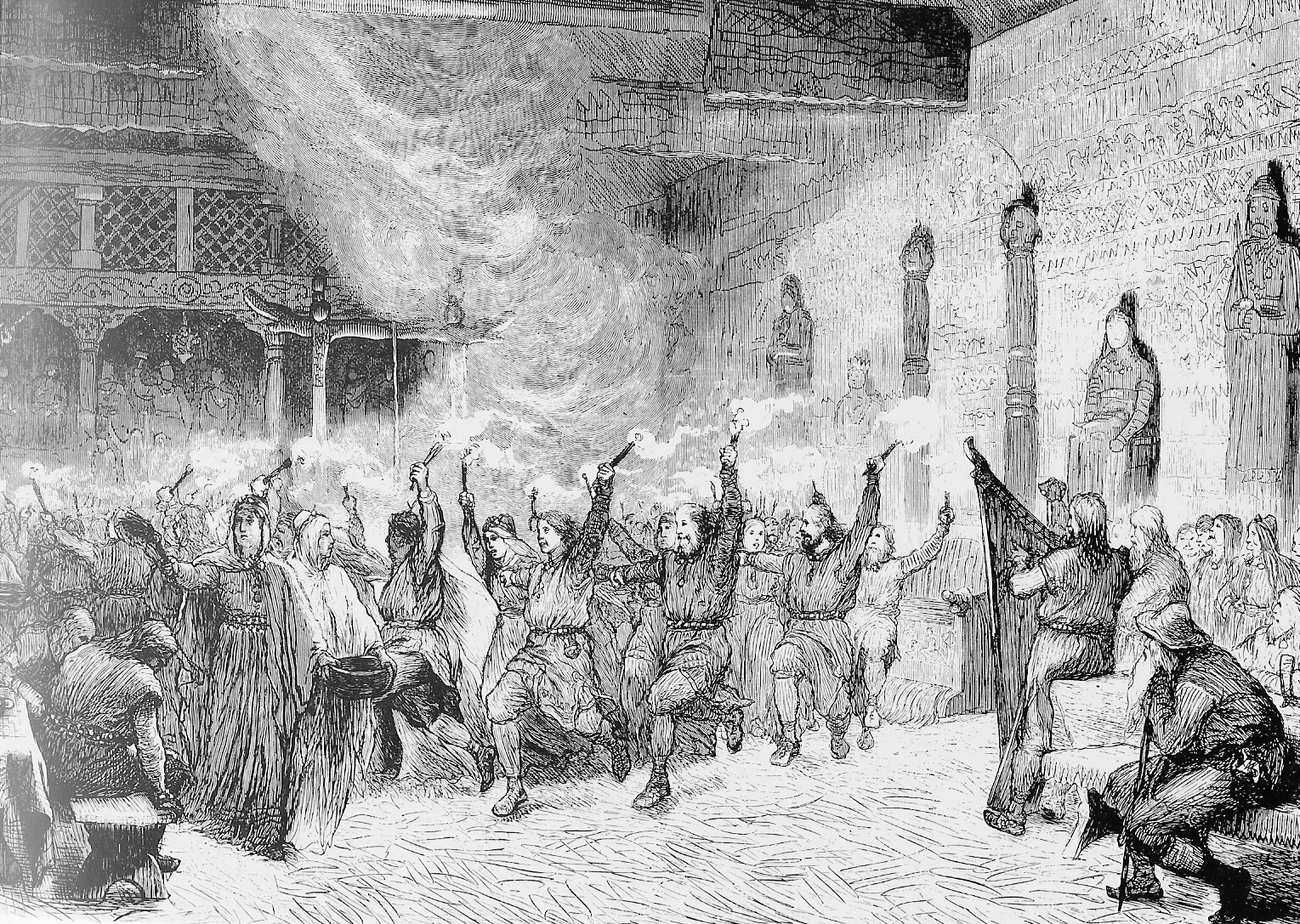
디사블로트.

블로트(고대 노르드어: blót, 고대 영어: blōt)는 게르만족의 희생제의 의식이다. 제물을 바치는 대상은 신일 수도 있고 토지의 정령이나 조상일 수도 있다. 이 과정에서 의식은 성찬식이나 만찬 같은 요소를 띠었다.
동사형인 "블로타(blóta)는 "희생으로써 숭배하다", or "강화하다"라는 의미를 가지고 있다.
주로 제물로 바쳐지는 것은 짐승, 특히 돼지와 말이었다. 제물을 잡은 고기는 커다란 솥에 넣고 삶았다. 제물에게서 나온 피에 특별한 힘이 있다고 믿어 벽이나 몸에 그 피를 발랐다.
펄펄 끓는 솥 주변에 사람들이 모여앉아 식사를 하는 것은 신이나 정령과 함께 식사를 하는 것으로, 신성한 순간으로 여겨졌다. 이 과정에서 술이 몇 순배 돌기도 했다. 술은 대개 맥주나 봉밀주를 마셨지만 귀족들은 수입된 포도주를 마실 수도 있었다.
이때 "틸 아르스 오크 프리다르(til árs ok friðar)"라고 기도했는데 그 의미는 "한 해 동안의 안녕과 평온을 위하여"라는 뜻이다. 게르만족은 블로트 때 기도를 하면서 생산력, 건강, 복지와 평화, 지배자와 피지배자 사이의 조화 등을 기원했다.
가을 블로트는 10월 중(추분으로부터 4주 뒤)에 실시되었고, 겨울이 시작될 때는 베트르네트라는 블로트를 실시했다. 한겨울인 1월 중에는 율이라는 매우 성대한 블로트를 실시했다. 가을과 겨울 블로트에서는 프레이가 가장 중요한 신이었다.
여름 블로트는 4월 중(춘분으로부터 4주 뒤)에 실시되었으며 오딘에게 봉헌되었다. 여름 블로트는 그 해 바이킹의 원정을 시작하는 자리로, 전쟁의 승리를 기원하면서 술을 마시고 즐겼다.
앵글로색슨인은 11월을 블로트모나스라고 불렀는데, 이것은 그들이 기독교로 개종한 뒤에 남긴 기록에서도 나타난다.
라틴에서 노벰브리스라고 부르는 11월을 우리는 블로트모나스라고 부르는데, 이것은 우리 선조들이 이교도였을 시절 매년 11월에 우상에게 가축을 바치는 블로트 의식을 거행했기 때문이다.
 Se mónaþ is nemned on Léden Novembris, and on úre geþeóde blótmónaþ, forðon úre yldran, ðá hý hǽðene wǽron, on ðam mónþe hý bleóton á, ðæt is, ðæt hý betǽhton and benémdon hyra deófolgyldum ða neát ða ðe hý woldon syllan.

## 같이 보기
- 성찬
- 쿠르반